# 6101 Tomoki
6101 Tomoki este un asteroid din centura principală, descoperit pe 1 martie 1993, de Takeshi Urata.